# Саратовка (Соль-Ілецький міський округ)
Сара́товка (рос. Саратовка) — село у складі Соль-Ілецького міського округу Оренбурзької області, Росія.

## Населення
Населення — 1078 осіб (2010; 1039 у 2002).
Національний склад (станом на 2002 рік):
- казахи — 45 %
- росіяни — 37 %